# Убывающие и возрастающие факториалы
Убывающий факториал (иногда употребляются названия нижний, постепенно убывающий или нисходящий факториал) записывается с использованием символа Похгаммера и определяется как
{\displaystyle (x)_{n}=x^{\underline {n}}=x(x-1)(x-2)\cdots (x-(n-1))=\prod _{k=1}^{n}(x-(k-1))=\prod _{k=0}^{n-1}(x-k).}
Возрастающий факториал (иногда употребляются названия функция Похгаммера, многочлен Похгаммера, верхний, постепенно возрастающий или восходящий факториал) определяется как
{\displaystyle x^{(n)}=x^{\overline {n}}=x(x+1)(x+2)\cdots (x+(n-1))=\prod _{k=1}^{n}(x+(k-1))=\prod _{k=0}^{n-1}(x+k).}
Значение обоих факториалов принимается равным 1 (пустое произведение) для n = 0.
Символ Похгаммера, который предложил Лео Август Похгаммер, — это обозначение {\displaystyle (x)_{n}}, где {\displaystyle n} — неотрицательное целое. В зависимости от контекста, символ Похгаммера может представлять убывающий факториал или возрастающий факториал, определённые выше. Необходимо проявлять осторожность при интерпретации символа в каждой конкретной статье. Сам Похгаммер использовал обозначение {\displaystyle (x)_{n}} с совершенно другим смыслом, а именно для обозначения биномиального коэффициента {\displaystyle {\binom {x}{n}}}. 
В данной статье символ {\displaystyle (x)_{n}} используется для представления убывающего факториала, а символ {\displaystyle x^{(n)}} — для возрастающего факториала. Эти соглашения приняты в комбинаторике. В теории специальных функций (в частности, гипергеометрической функции) символ Похгаммера {\displaystyle (x)_{n}} используется для представления возрастающего факториала
Полезный список формул для манипуляции с возрастающими факториалами в этой последней нотации дан в книге Люси Слейтер. Кнут использовал термин факториальные степени, которые включают возрастающие и убывающие факториалы
Если x — неотрицательное целое число, то {\displaystyle (x)_{n}} даёт число n-перестановок x-элементного множества или, эквивалентно, число инъекций из множества с n элементами в множество размера x. Однако для этих значений используются другие обозначения, такие как {\displaystyle _{x}P_{n}} и P(x,n). Символ Похгаммера используется большей частью для алгебраических целей, например, когда x является неизвестной величиной, и в этом случае {\displaystyle (x)_{n}} означает определённый многочлен от x степени n.

## Примеры
Несколько первых возрастающих факториалов:
{\displaystyle x^{(0)}=x^{\overline {0}}=1}
{\displaystyle x^{(1)}=x^{\overline {1}}=x}
{\displaystyle x^{(2)}=x^{\overline {2}}=x(x+1)=x^{2}+x}
{\displaystyle x^{(3)}=x^{\overline {3}}=x(x+1)(x+2)=x^{3}+3x^{2}+2x}
{\displaystyle x^{(4)}=x^{\overline {4}}=x(x+1)(x+2)(x+3)=x^{4}+6x^{3}+11x^{2}+6x}
Несколько первых убывающих факториалов:
{\displaystyle (x)_{0}=x^{\underline {0}}=1}
{\displaystyle (x)_{1}=x^{\underline {1}}=x}
{\displaystyle (x)_{2}=x^{\underline {2}}=x(x-1)=x^{2}-x}
{\displaystyle (x)_{3}=x^{\underline {3}}=x(x-1)(x-2)=x^{3}-3x^{2}+2x}
{\displaystyle (x)_{4}=x^{\underline {4}}=x(x-1)(x-2)(x-3)=x^{4}-6x^{3}+11x^{2}-6x}
Коэффициенты, получающиеся при раскрытии скобок, являются числами Стирлинга первого рода.

## Свойства
Возрастающий и убывающий факториалы можно использовать для выражения биномиальных коэффициентов:
{\displaystyle {\frac {x^{(n)}}{n!}}={x+n-1 \choose n}} и {\displaystyle {\frac {(x)_{n}}{n!}}={x \choose n}.}
Тогда многие тождества для биномиальных коэффициентов переносятся на возрастающие и убывающие факториалы.
Возрастающий факториал можно выразить через убывающий факториал, начинающийся с другого конца,
{\displaystyle x^{(n)}={(x+n-1)}_{n},}
или как убывающий факториал с противоположным аргументом,
{\displaystyle x^{(n)}={(-1)}^{n}{(-x)}_{n}.}
Возрастающий и убывающий факториалы вполне определены в любом унитальном кольце, а потому x может быть, например, комплексным числом, отрицательным числом, многочленом с комплексными коэффициентами или любой комплексной функцией.
Возрастающий факториал можно расширить на вещественные значения n с помощью гамма-функции:
{\displaystyle x^{(n)}={\frac {\Gamma (x+n)}{\Gamma (x)}},}
и таким же образом убывающий факториал:
{\displaystyle (x)_{n}={\frac {\Gamma (x+1)}{\Gamma (x-n+1)}}.}
Если обозначить через D взятие производной от x, получим
{\displaystyle D^{n}(x^{a})=(a)_{n}\,\,x^{a-n}.}
Символ Похгаммера является неотъемлемой частью определения гипергеометрической функции — гипергеометрическая функция определена для |z| < 1 степенным рядом
{\displaystyle \,_{2}F_{1}(a,b;c;z)=\sum _{n=0}^{\infty }{a^{(n)}b^{(n)} \over c^{(n)}}\,{z^{n} \over n!}}
при условии, что c не равно 0, −1, −2, ... .  Заметим, однако, что в литературе о гипергеометрической функции для возрастающего факториала используется обозначение {\displaystyle {(a)}_{n}}.

## Связь с теневым исчислением
Убывающий факториал встречается в формуле, которая представляет многочлены с использованием оператора конечной разности {\displaystyle \vartriangle } и которая формально подобна теореме Тейлора. В этой формуле и многих других местах убывающий факториал {\displaystyle (x)_{k}} при вычислении конечных разностей играет роль {\displaystyle x^{k}} при вычислении производной. Заметим, например, похожесть
{\displaystyle \Delta (x)_{k}=k\ (x)_{k-1},}
на
{\displaystyle Dx^{k}=k\ x^{k-1},}
Похожие факты имеют место для возрастающих факториалов.
Изучение аналогий этого типа известно как «теневое исчисление». Основная теория, описывающая такие отношения, включая убывающие и возрастающие функции, рассматривается в теории последовательностей многочленов биномиального типа и последовательностей Шеффера.
Возрастающие и убывающие факториалы являются последовательностями Шеффера биномиального типа, что показывают следующие соотношения:
{\displaystyle (a+b)^{(n)}=\sum _{j=0}^{n}{n \choose j}(a)^{(n-j)}(b)^{(j)}}
{\displaystyle (a+b)_{n}=\sum _{j=0}^{n}{n \choose j}(a)_{n-j}(b)_{j}}
где коэффициенты те же самые, что и при разложении в степенной ряд биномиального тождества Вандермонда).
Аналогично, генерирующая функция многочленов Похгаммера тогда равна сумме теневых экспонент,
{\displaystyle \sum _{n=0}^{\infty }(x)_{n}~{\frac {t^{n}}{n!}}=(1+t)^{x}~,}
так как  {\displaystyle \vartriangle (1+t)^{x}=t(1+t)^{x}}.

## Коэффициенты связи и тождества
Убывающие и возрастающие факториалы связаны друг с другом с помощью чисел Лаха и с помощью сумм целых степеней переменной {\displaystyle x}, используя числа Стирлинга второго рода,  следующим образом (здесь {\displaystyle {\binom {r}{k}}=r^{\underline {k}}/k!}):
{\displaystyle {\begin{aligned}x^{\underline {n}}&=\sum _{k=1}^{n}{\binom {n-1}{k-1}}{\frac {n!}{k!}}\times (x)_{k}\\&=(-1)^{n}(-x)_{n}=(x-n+1)_{n}={\frac {1}{(x+1)^{\overline {-n}}}}\\(x)_{n}&=\sum _{k=0}^{n}{\binom {n}{k}}(n-1)^{\underline {n-k}}\times x^{\underline {k}}\\&=(-1)^{n}(-x)^{\underline {n}}=(x+n-1)^{\underline {n}}={\frac {1}{(x-1)^{\underline {-n}}}}\\&={\binom {-x}{n}}(-1)^{n}n!\\&={\binom {x+n-1}{n}}n!\\x^{n}&=\sum _{k=0}^{n}\left\{{\begin{matrix}n\\n-k\end{matrix}}\right\}x^{\underline {n-k}}\\&=\sum _{k=0}^{n}\left\{{\begin{matrix}n\\k\end{matrix}}\right\}(-1)^{n-k}(x)_{k}.\end{aligned}}}
Поскольку убывающие факториалы являются базисом для кольца многочленов, мы можем выразить произведение двух из них в виде линейной комбинации убывающих факториалов:
{\displaystyle (x)_{m}(x)_{n}=\sum _{k=0}^{m}{m \choose k}{n \choose k}k!\,(x)_{m+n-k}.}
Коэффициенты при {\displaystyle (x)_{m+n-k}} называются коэффициентами связи и имеют комбинаторную интерпретацию как число способов склеить k элементов из множества из m элементов и множества из n элементов.
Мы имеем также формулу связи для отношения двух символов Похгаммера
{\displaystyle {\begin{aligned}{\frac {(x)_{n}}{(x)_{i}}}&=(x-i)_{n-i},\ n\geq i\\{\frac {x^{(n)}}{x^{(i)}}}&=(x+i)^{(n-i)},\ n\geq i.\\\end{aligned}}}
Кроме того, с помощью следующих тождеств:
{\displaystyle {\begin{aligned}x^{(m+n)}&=x^{(m)}(x+m)^{(n)}\\(x)_{m+n}&=(x)_{m}(x-m)_{n}\\\end{aligned}}}
возрастающие и убывающие факториалы могут быть обобщёны для отрицательных порядков:
{\displaystyle {\begin{aligned}x^{(-n)}&={\frac {1}{(x-n)^{(n)}}}={\frac {1}{(x-1)_{n}}}={\frac {1}{n!{\binom {x-1}{n}}}}={\frac {1}{(x-1)(x-2)\cdots (x-n)}}\\(x)_{-n}&={\frac {1}{(x+1)^{(n)}}}={\frac {1}{(x+n)_{n}}}={\frac {1}{n!{\binom {x+n}{n}}}}={\frac {1}{(x+1)(x+2)\cdots (x+n)}}.\\\end{aligned}}}
Наконец, формула удвоения и формулы умножения для возрастающих факториалов дают следующие отношения:
{\displaystyle (x)_{k+mn}=(x)_{k}m^{mn}\prod _{j=0}^{m-1}\left({\frac {x+j+k}{m}}\right)_{n},\ m\in \mathbb {N} }
{\displaystyle (ax+b)_{n}=x^{n}\prod _{k=0}^{x-1}\left(a+{\frac {b+k}{x}}\right)_{n/x},\ x\in \mathbb {Z} ^{+}}
{\displaystyle (2x)_{2n}=2^{2n}(x)_{n}\left(x+{\frac {1}{2}}\right)_{n}.}

## Альтернативные обозначения
Альтернативное обозначение для возрастающего факториала
{\displaystyle x^{\overline {m}}=\overbrace {x(x+1)\ldots (x+m-1)} ^{m~\mathrm {factors} }}  для целого {\displaystyle m\geq 0,}
И для убывающего факториала
{\displaystyle x^{\underline {m}}=\overbrace {x(x-1)\ldots (x-m+1)} ^{m~\mathrm {factors} }} для целого {\displaystyle m\geq 0;}
восходит к А. Капелли (1893) и Л. Тоскано (1939) соответственно. Грэм, Кнут и Паташник  предложили произносить это выражение как "повышение x на m" и "понижение x на m" соответственно.
Другие обозначения для убывающего факториала включают {\displaystyle P(x,n),^{x}P_{n},P_{x,n}} или {\displaystyle _{x}P_{n}}.  (См. статьи «Перестановка» и «Сочетание».)
Альтернативное обозначение {\displaystyle (x)_{n}^{+}} для возрастающего факториала {\displaystyle x^{(n)}} употребляется реже. Во избежание путаницы в случае, когда используется обозначение {\displaystyle (x)_{n}^{+}} для возрастающего факториала, для обычного убывающего факториала используется обозначение {\displaystyle (x)_{n}^{-}}.

## Обобщения
Символ Похгаммера имеет обобщённую версию, называемую обобщённым символом Похгаммера,  и используется в многомерном анализе. Имеется также q-аналог, q-символ Похгаммера.
Обобщение убывающего факториала, в котором функция вычисляется на убывающей арифметической прогрессии:
{\displaystyle [f(x)]^{k/-h}=f(x)\cdot f(x-h)\cdot f(x-2h)\cdots f(x-(k-1)h),}.
Соответствующее обобщение возрастающего факториала
{\displaystyle [f(x)]^{k/h}=f(x)\cdot f(x+h)\cdot f(x+2h)\cdots f(x+(k-1)h).}
Это обозначение объединяет возрастающий и убывающий факториалы, которые равны {\displaystyle [x]^{\tfrac {k}{1}}} и {\displaystyle [x]^{\tfrac {k}{-1}}} соответственно.
Для любой фиксированной арифметической функции {\displaystyle f:\mathbb {N} \rightarrow \mathbb {C} } и символических параметров {\displaystyle x,t}, связанные обобщённые произведения вида
{\displaystyle (x)_{n,f,t}:=\prod _{k=1}^{n-1}\left(x+{\frac {f(k)}{t^{k}}}\right)}
можно изучать с точки зрения классов обобщённых чисел Стирлинга первого рода, определённых с помощью следующих коэффициентов при {\displaystyle x} в разложении {\displaystyle (x)_{n,f,t}}, а затем с помощью следующего рекуррентного соотношения:
{\displaystyle {\begin{aligned}\left[{\begin{matrix}n\\k\end{matrix}}\right]_{f,t}&=[x^{k-1}](x)_{n,f,t}\\&=f(n-1)t^{1-n}\left[{\begin{matrix}n-1\\k\end{matrix}}\right]_{f,t}+\left[{\begin{matrix}n-1\\k-1\end{matrix}}\right]_{f,t}+\delta _{n,0}\delta _{k,0}.\end{aligned}}}
Эти коэффициенты удовлетворяют многочисленным свойствам, аналогичным свойствам чисел Стирлинга первого рода, а также рекуррентным отношениям и функциональным равенствам, связанным с f-гармоничными числами {\displaystyle F_{n}^{(r)}(t):=\sum _{k\leq n}t^{k}/f(k)^{r}}.